# 김흠조
김흠조(洪重一, 1700년~?)는 조선의 문신이다. 검열 등을 지내다가 예문관봉교로서 정충량(鄭忠樑), 이희증(李希曾) 등과 함께 상소하여 무오사화 당시 화를 입은 김종직(金宗直), 김일손(金馹孫) 등의 신원 및 유자광(柳子光) 등의 처벌을 주청했다. 